# Sicikarivka, Mahdalînivka
Sicikarivka (în ucraineană Січкарівка) este un sat în comuna Pociîno-Sofiivka din raionul Mahdalînivka, regiunea Dnipropetrovsk, Ucraina.

## Demografie
Componența lingvistică a localității Sicikarivka
     Ucraineană (93,21%)
     Rusă (5,28%)
Conform recensământului din 2001, majoritatea populației localității Sicikarivka era vorbitoare de ucraineană (93,21%), existând în minoritate și vorbitori de rusă (5,28%).